# Малый Кучуров
Ма́лый Кучуро́в (укр. Мали́й Кучурі́в) — село в Заставновской городской общине Черновицкого района Черновицкой области Украины.
До 2020 года входило в Заставновский район
Население по переписи 2001 года составляло 1280 человек. Почтовый индекс — 59450. Телефонный код — 3737. Код КОАТУУ — 7321585601.